# Severiano de Citópolis
São Severiano (falecido em 21 de fevereiro de 453) foi bispo de Citópolis na Palestina. Ele foi martirizado e é considerado um santo. Sua festa é 21 de fevereiro.

## Vida
Citópolis foi feita a capital da nova província da Palestina Secunda por volta de 400 pelo imperador Teodósio II. A relação entre o bispo de Citópolis e o metropolita de Cesareia não era bem definida. Severiano foi nomeado bispo de Citópolis, metropolita da província da Palestina II. Seu nome está entre os signatários da Definição de Fé do Concílio de Calcedônia (451), mas ele provavelmente não estava presente no concílio.
Severiano foi morto porque havia implementado a fé calcedônia entre os cristãos da Palestina. Ele foi assassinado durante a agitação causada pela Definição da Fé, que afirmava que a divindade e a humanidade de Cristo eram duas naturezas distintas, mas inseparáveis, contradizendo o arquimandrita Êutiques.

## Butler
O hagiógrafo Alban Butler escreveu nas vidas dos pais, mártires e outros santos principais (1821),
XXI de fevereiro
São Severiano, Mártir.
Bispo de Citópolis.
Da vida de São Eutímio, escrita pelo monge Cirilo; uma carta do imperador Marciano; Evágrio, l. 2. c. 5. Nicéforo Calixt. eu. 15. c. 9. coletado por Bollandus, p. 246.
AD 452, ou 453.

No reinado de Marciano e Santa Pulquéria, o concílio de Calcedônia que condenou a heresia eutiquiana foi recebido por São Eutímio e por grande parte dos monges da Palestina. Mas Teodósio, um monge eutiquiano ignorante e homem de temperamento extremamente tirânico, sob a proteção da imperatriz Eudócia, viúva de Teodósio, o Jovem, que vivia em Jerusalém, perverteu muitos entre os próprios monges e obrigando Juvenal, bispo de Jerusalém, a retirar-se, apoderou-se injustamente daquela importante sede, e numa cruel perseguição que levantou, encheu Jerusalém de sangue, como nos assegura o imperador Marciano: depois, à frente de um bando de soldados, carregou desolação sobre o país. Muitos, no entanto, tiveram a coragem de se manter firmes. Ninguém resistiu a ele com maior zelo e resolução do que Severiano, bispo de Citópolis, e sua recompensa foi a coroa do martírio; pois os soldados furiosos agarraram sua pessoa, arrastaram-no para fora da cidade e o massacraram no final do ano 452, ou no início do ano 453. Seu nome ocorre no Martirológio Romano, em 21 de fevereiro.